# Châteauneuf (Vendeia)
Châteauneuf é uma comuna francesa na região administrativa da Pays de la Loire, no departamento de Vendéia. Estende-se por uma área de 15,92 km². Em 2010 a comuna tinha 1 105 habitantes (densidade: 69,4 hab./km²).